# John Feckenham
John Feckenham (vers 1515 - octobre 1584), connu également sous le nom de John Howman of Feckingham et plus tard de John de Feckenham ou John Fecknam, est un ecclésiastique anglais qui est le dernier abbé de Westminster.

## Sous Henri VIII et Édouard VI
Feckenham nait à Feckenham (Worcestershire), dans une famille de yeomen aisée. Son nom de famille est Howman, mais en tant que moine, il choisit d'être connu sous le nom de son lieu d'origine. Thomas Fuller fait remarquer dans les Worthies of England que Feckenham est le dernier ecclésiastique à prendre ainsi le nom du lieu d'où il venait. Sa première éducation lui est donnée par le curé de sa paroisse, mais il est envoyé très jeune à l'école claustrale de l'abbaye d'Evesham, et de là, à dix-huit ans, à Gloucester Hall (en) (Oxford), en tant qu'étudiant bénédictin. Après avoir obtenu son diplôme ès arts, il retourne à l'abbaye d'Evesham où il poursuit sa carrière monastique. En 1537, il retourne à Oxford et obtient son diplôme de bachelier en théologie le 11 juin 1539. Il est à Evesham au moment où l'abbaye est comprise le 27 janvier 1540 dans la dissolution des monastères. Alors, avec une pension annuelle de 10 £, il revient à Oxford. Peu après, il devient aumônier de John Bell, évêque de Worcester, puis entre au service d'Edmund Bonner, évêque de Londres, dans les mêmes fonctions de 1543 à 1549. En 1544, Bonner lui confie le poste de recteur de Solihull.
Feckenham se fait connaître comme prédicateur et comme argumentateur, tout en conservant une charité inépuisable. Après que Bonner ait été privé de son siège, vers 1549, Thomas Cranmer envoie Feckenham à la Tour de Londres, et là son savoir et son éloquence lui assurent un tel succès comme avocat qu'il est temporairement libéré (« emprunté à la prison ») pour prendre part à sept discussions publiques contre * 1552-1554 : John Hooper, John Jewel et d'autres.

## Sous Mary Tudor
Libéré par la reine Mary lors de son avènement en 1553, il revient au service de Bonner et devient prébendier de Saint-Paul, recteur de Finchley puis de Greenford Magna, aumônier et confesseur de la reine, puis doyen de Saint-Paul (10 mars 1554 ). Il prend part aux disputes d'Oxford contre Cranmer, Hugh Latimer et Nicholas Ridley, mais il se sent mal à l'aise devant la brutalité de certaines mesures prises contre l'Église d'Angleterre. Feckenham emploie son influence sur Mary « afin d'obtenir pour les pauvres protestants le pardon de leurs fautes ou l'atténuation de leurs peines ». Il est envoyé par la Reine pour préparer Lady Jane Grey à la mort et, quand la future Élisabeth Ire d'Angleterre est envoyée à la Tour le 18 mars 1554, Feckenham intercède pour sa vie et sa liberté, au risque même de déplaire à la reine.
En mai 1556, le grade de docteur en théologie lui est conféré par l'Université d'Oxford, et quand l'abbaye royale de Westminster est ressuscitée, Feckenham en est nommé abbé. Sous sa direction, la vie monastique traditionnelle reprend le 21 novembre 1556, l'école de l'Abbaye est rouverte et on restaure le sanctuaire de saint Édouard le Confesseur.

## Sous le règne d'ÉlisabethIre
Montée sur le trône à la fin de 1558, la reine Élisabeth fait venir Feckenham et lui offre, dit-on, l'archevêché de Cantorbéry. On rapporte également que la reine a proposé la possibilité à l'abbé et à ses moines de demeurer à Westminster s'ils acceptent de se conformer à l'Église d'Angleterre. Feckenham siège au premier parlement d'Elisabeth, et est le dernier abbé mitré à le faire. Il ne cesse de s'opposer à toute la législation introduisant des changements dans la religion, et il refuse le serment de suprématie. L'abbaye est dissoute à nouveau le 12 juillet 1560, et un peu auparavant Feckenham a été envoyé par l'archevêque Matthew Parker à la Tour de Londres (20 mai 1560 ), selon Jewel, « pour avoir obstinément refusé d'assister au culte public et avoir partout décrié et injurié cette religion telle que nous la professons maintenant ».
À l'exception de quelques brèves périodes de liberté, Feckenham passe le reste de sa vie en détention, soit dans une prison effective, soit sous la garde des évêques de Winchester et d'Ely. Après un emprisonnement de quatorze ans, il est libéré sous caution et vit à Holborn, où sa bienveillance se manifeste par toutes sortes d'œuvres de charité. « Il secourait les pauvres partout où il venait, si bien que les mouches ne s'assemblent pas en plus grand nombre sur le miel qu'on a répandu que les mendiants faisaient foule autour de lui ». Il fait construire un aqueduc public à Holborn, et un hospice pour les pauvres à Bath ; il distribue tous les jours pour les malades le lait de douze vaches, prend soin des orphelins et le dimanche encourage le sport chez les jeunes de Londres en distribuant des prix.
En 1577, on le remet à la garde de Richard Cox, évêque d'Ely avec des instructions strictes quant à la façon de le traiter. Cox ne peut trouver aucune faute chez lui, si ce n'est que « c'était quelqu'un d'aimable, mais aussi trop obstiné dans la religion papiste. » En 1580, il est transféré au château de Wisbech (en), et il y a une bonne influence sur ses compagnons de captivité, on se le rappelle quand, quelques années plus tard, éclate la « Querelle de Wisbeh ». Là, à ses propres frais, il fait réparer la route et mettre en place une croix de marché dans la ville. Vingt-quatre ans après la mort de Mary Tudor, il meurt en prison et est enterré dans une tombe inconnue dans l'église paroissiale de Wisbech le 10 octobre 1584.

## Œuvres publiées
Parmi les œuvres de John Feckenham qui nous sont parvenues on peut citer :
- (Londres 1554) A Conference Dialoguewise held between the Lady Jane Dudley and Master J. F. ... touching the faith and belief of the sacrament and her religion,
- (Londres 1555) Two Homilies on the first, second, and third Articles of the Creed
- (Londres 1555) A notable Sermon at the Exequies of Joan, Queen of Spain
- (Londres 1559) The Oration of Dr. F. made in the Parliament House
- (Londres 1566) The Declaration of such Scruples and Stays of Conscience touching the Oath of Supremacy
- (Londres 1570) Objections or Assertions made against Mr. John Gough's Sermon preached in the Tower of London
- (1576) Rules to be Observed at the Bathe